# Múscul cubital posterior
El múscul cubital posterior o múscul extensor cubital del carp (musculus extensor carpi ulnaris), és un múscul de la regió posterior de l'avantbraç; és llarg i fusiforme (en forma de fus).
S'origina en l'epicòndil lateral de l'húmer, cara i vora posterior del cúbit i aponeurosis bicipital. S'insereix distalment, per mitjà d'un llarg tendó, en la part interna de l'extrem superior del cinquè metacarpià.
Malgrat el seu nom, l'extensor cubital del carp està innervat per la branca profunda del nervi radial. Per tant, es paralitzaria en una lesió en el fascicle posterior del plexe braquial.

## Imatges

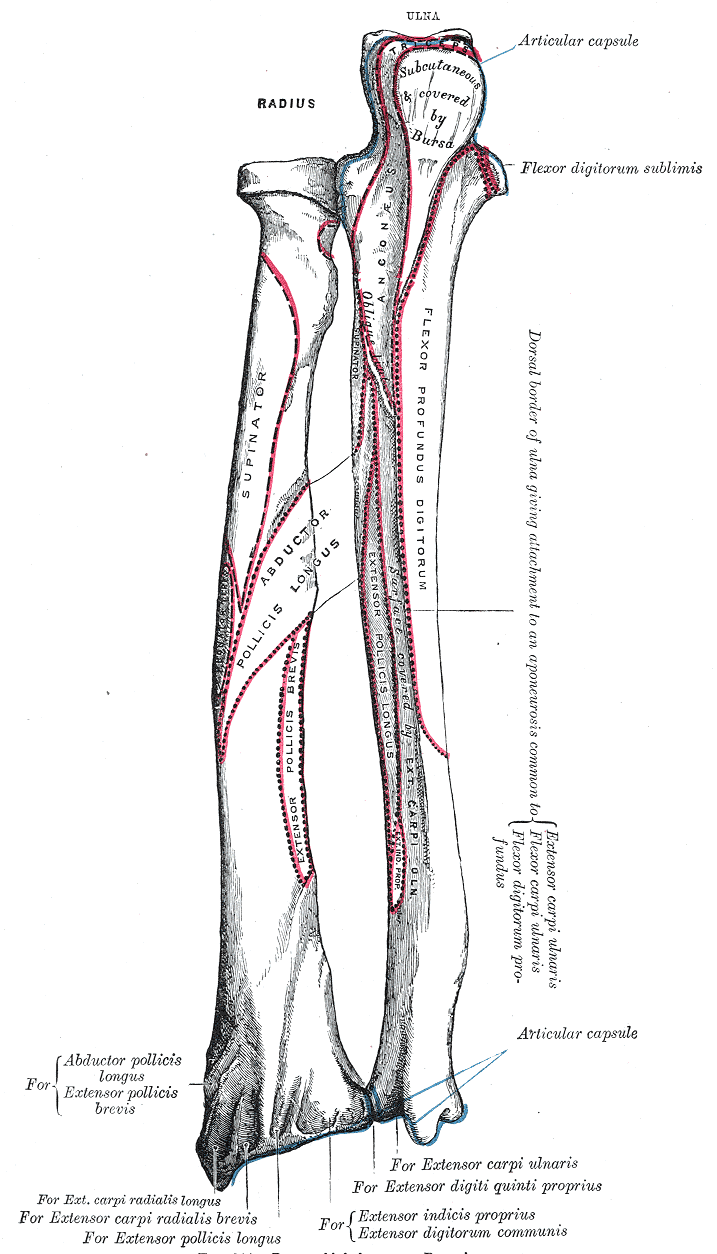
Cara posterior dels ossos de l'avantbraç esquerre.
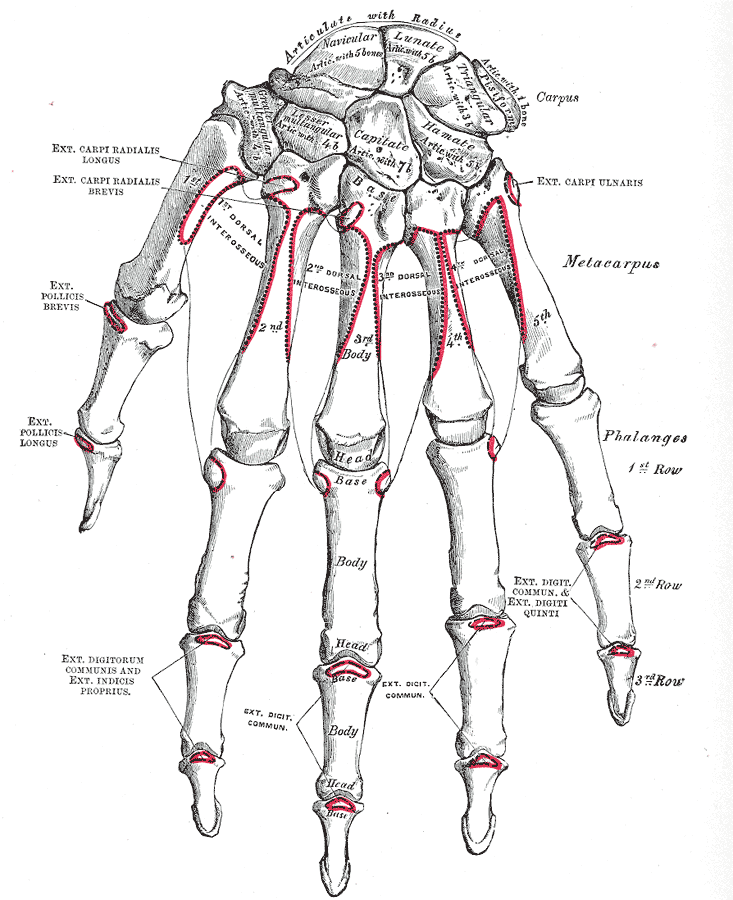
Superfície dorsal dels ossos de la mà esquerra.
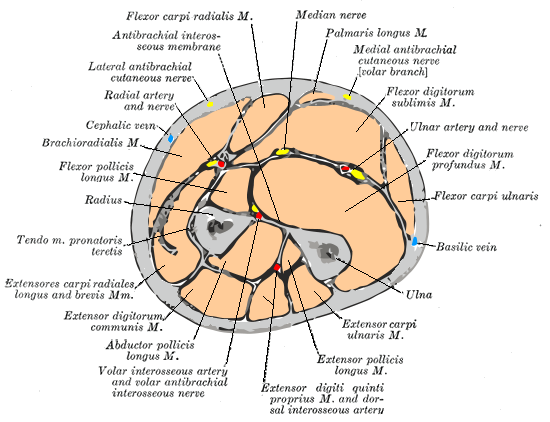
Secció transversal de la part mitjana de l'avantbraç.
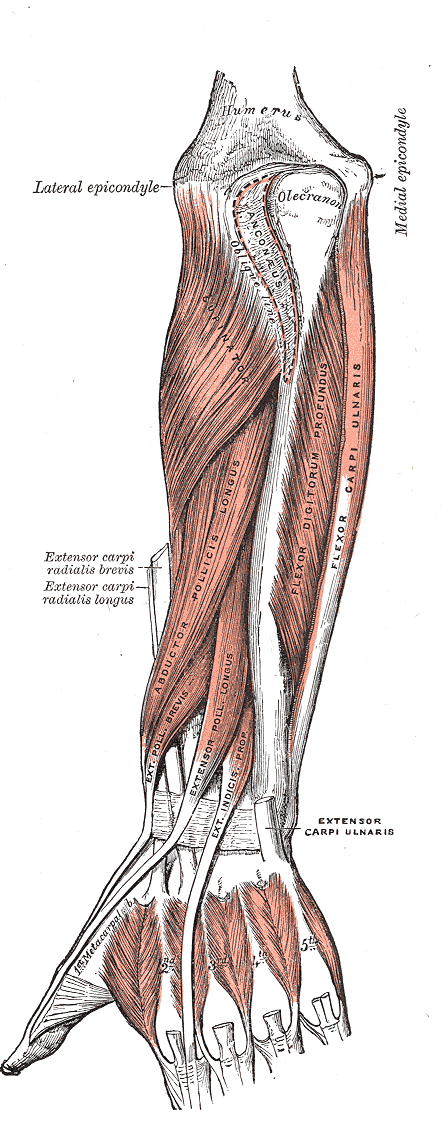
Superfície posterior de l'avantbraç. Músculs profunds.
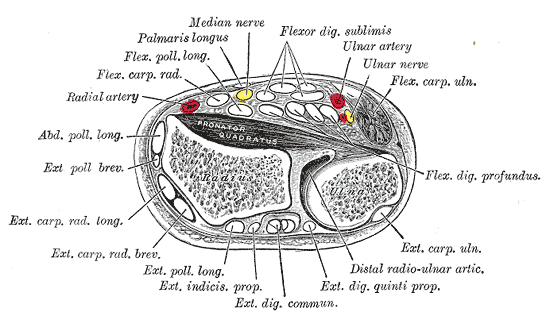
Secció transversal a través dels extrems distals del radi i el cúbit.
Secció transversal a nivell del canell i els dits.
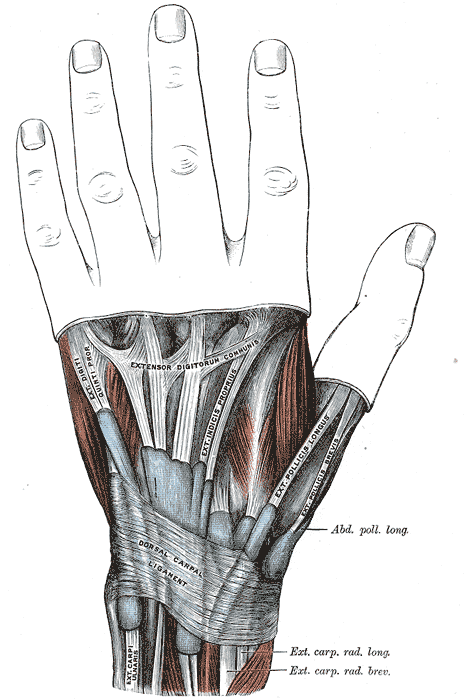
Beines mucoses dels tendons en la part posterior del canell.
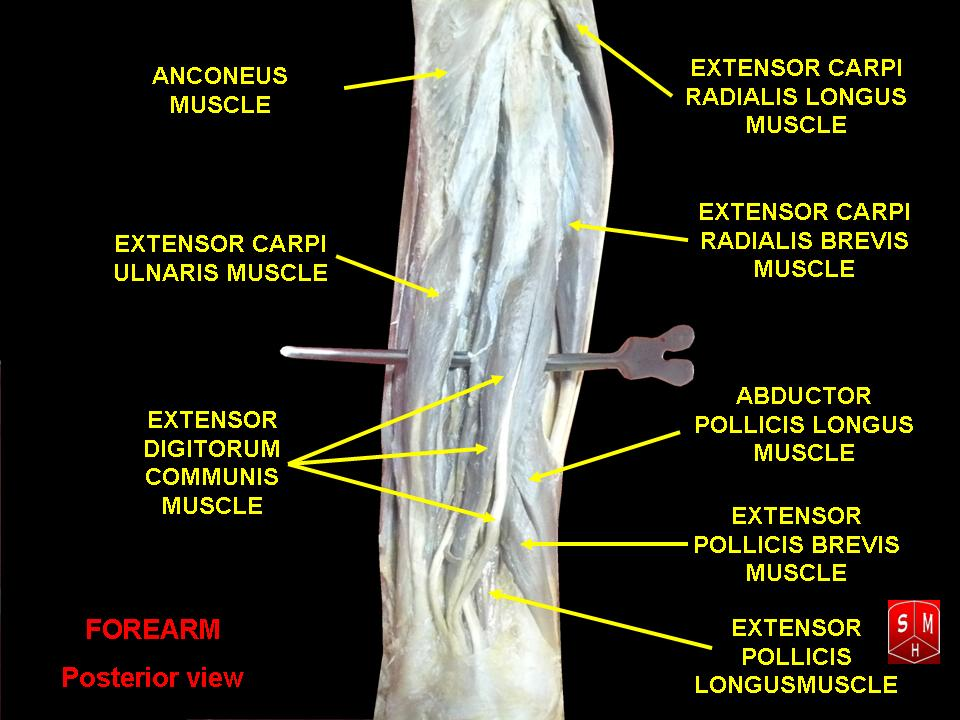
Múscul cubital posterior.
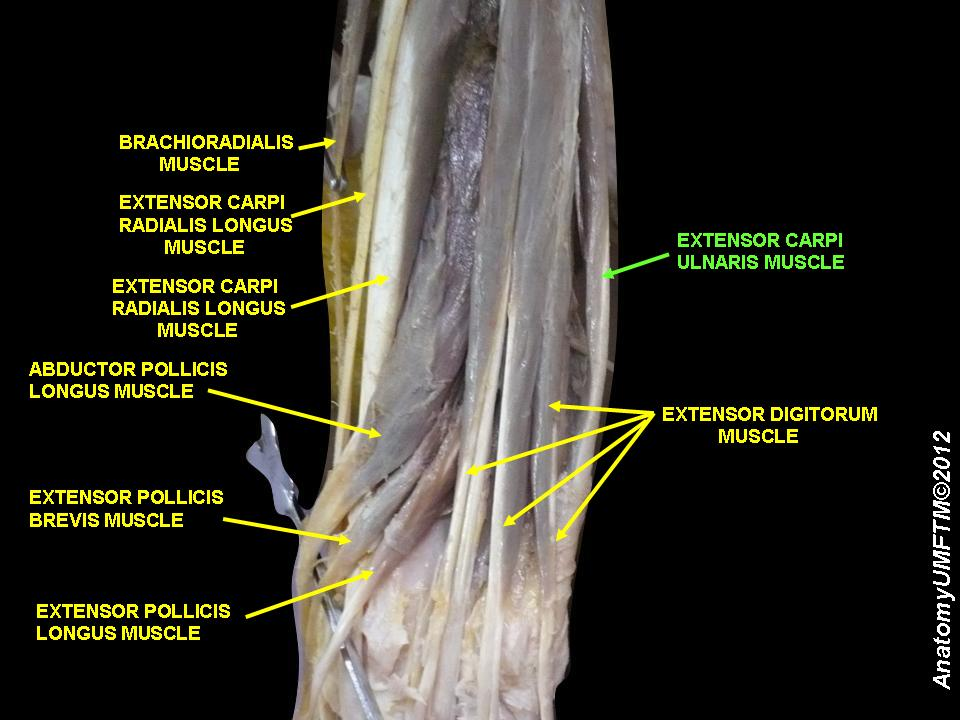
Múscul cubital posterior.